# Роберт Кайо
Роберт Кайо (нід. Robert Cailliau; нар. 26 січня 1947, Тонгерен, Лімбург, Бельгія) — бельгійський інженер, доктор наук, разом з Тімом Бернерсом-Лі розробив технологію Всесвітнього павутиння (англ. World Wide Web).

## Біографічні дані
Роберт Кайо народився в Бельгії, в місті Тонгерен. у 1958 році з батьками він переїхав в Антверпен. Після закінчення середньої школи він поступив в Гентський університет, який закінчив у 1969 році зі спеціальністю інженер-електромеханік (нід. Burgerlijk Werktuigkundig en Elektrotechnisch ingenieur). Згодом, у 1971 році у Мічиганському університеті здобув ступінь магістра (MSc) в галузі комп'ютерів, інформатики й систем керування. Під час військової служби в бельгійській армії він займався підтримкою роботи програм симуляції переміщення військових підрозділів, що були написані мовою FORTRAN.

Логотип WWW, створений Робертом Кайо

В грудні 1974 року, він поступив на службу в Європейську організацію з ядерних дослі́джень (CERN) як працівник з обслуговування роботи протонного синхротрона (ПС), у відділі системи керування прискорювачем. У квітні 1987 року він покинув відділ, щоб очолити групу, яка займалася обчислювальними системами підрозділу оброблення даних. У 1989-му, він, незалежно від Тіма Бернерса-Лі запропонував гіпертекстову систему для доступу до документації CERN. 1990 року це привело до спільної пропозиції цієї технології, а згодом до створення Всесвітнього павутиння (World Wide Web).
У 1993 році, у співробітництві з товариством Фраунгофера Кайо зайнявся першим для Єврокомісії інтернет-проєктом з розробки технологій поширення інформації у Європі.
Як результат цієї роботи з юридичною службою CERN, 30 квітня 1993 року розроблену вебтехнологію передали у суспільне надбання.

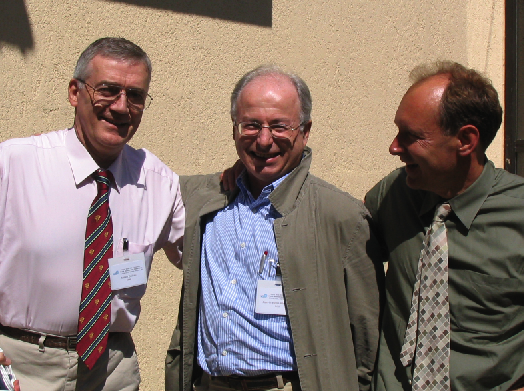
Роберт Кайо, Жан-Франк Абраматік, Тім Бернерс-Лі на 10-й конференції Консорціуму Всесвітньої павутини (W3C)

В грудні 1993 року, Кайо відвідав першу міжнародну конференцію, присвячену Всесвітньому павутинню, яка була проведена в Європейському центрі ядерних досліджень у травні 1994 року. Ця конференція прийняла 380 делегатів-першопроходців Інтернету і стала значною віхою у розвитку мережі. Конференція привела до формування Міжнародного керівного комітету конференцій всесвітньої павутини (англ. The International World Wide Web Conferences Steering Committee), котрий відтоді став організовувати щорічні форуми. Кайо був членом комітету цієї організації з 1994 до 2004 року.
У 1994 році Кайо розпочав спільний з Європейською комісією проєкт «Інтернет для шкіл», пропагуючи мережу як освітній ресурс.
Після участі у передачі розробок інтернет-технологій від CERN до Консорціуму Всесвітньої павутини (W3C), він присвятив свій час зв'язкам з громадськістю. Роберт Кайо покинув CERN у 2007 році.
На своєму сайті Кайо заявив, що є атеїстом.

## Нагороди
- 1995: Лауреат нагороди ACM «Software System Award» (разом з Тімом Бернерсом-Лі)[8] — за розвиток гіпермедійних систем на базі мережі Інтернет.
- 1999: Лауреат «Antwerp's Christoffel Plantin»[9].
- 1999: Почесний науковий ступінь доктора (Dr. Hon.) в Університеті Південного хреста (англ. Southern Cross University) (Австралія).
- 2000: Почесний науковий ступінь доктора (Dr. Hon.) Гентського університету.
- 2001: Médaille Genève Reconnaissante[10] (разом з Тімом Бернерсом-Лі).
- 2004: Кавалер Орденом Леопольда I.
- 2006: Почесний мешканець міста Тонгерен.
- 2009: Почесний науковий ступінь доктора (Dr. Hon.) Льєзького університету[11].
- 2012: член Зали слави Інтернету[12].

## Публікації
- James Gillies, Robert Cailliau How the Web Was Born: The Story of the World Wide Web. — New York, 2000. — ISBN 0-19-286207-3